# Magistralni put 15
Die Magistralni put 15 ist eine Bundesstraße in Serbien. Sie beginnt in der Ortschaft Bački Breg an der serbisch-ungarischen Grenze und führt über die Städte Sombor, Vrbas, Novi Bečej und Kikinda nach Nakovo an der serbisch-rumänischen Grenze.  Zwischen Bezdan und Sombor ist sie Teil der Europastraße E662. 

## Planungen
In Zukunft soll parallel zur Bundesstraße die Schnellstraße Motoput M1 gebaut werden, die die Bundesstraße erheblich entlasten wird.